# Mafiaen - det er osse mig!
Mafiaen, det er osse mig er en dansk komediefilm fra 1974 og en fortsættelse af Mig og Mafiaen. Filmen har manuskript af Lise Nørgaard og er instrueret af Henning Ørnbak.

## Handling
Fidusmageren Viktor "Viffer" Hansen er blevet involveret i mafiaens affærer. Da Mafiabossen Don Luigi vil have ham gift med sin rædsomme datter, stikker han af og det lykkes ham efter mange genvordigheder oven i købet selv at score udbyttet af et stort svindelnummer.

## Medvirkende
- Dirch Passer
- Freddy Albeck
- Jytte Abildstrøm
- Dick Kaysø
- Per Bentzon Goldschmidt
- Poul Glargaard
- Preben Kaas
- Axel Strøbye
- Lone Hertz
- Preben Mahrt
- Henrik Wiehe
- Bertel Lauring
- Jens Østerholm
- Finn Nielsen
- Vera Gebuhr
- Lene Maimu
- Hans Christian Ægidius
- Ulf Pilgaard
- Lone Lau
- Inger-Lise Gaarde
- Ernst Meyer